# 니자리
니자리(NIJARI)는 한국에서 제작된 홍상진 감독의 2021년 영화이다.  

## 시놉시스
목사 살인사건 과정에서 교회 신도 ‘나영’(이은지)의 몸에 4명의 귀신이 들어가게 되고 사건 용의자 태영은 스스로 목숨을 끊는다. 무당 ‘순이’(김미영)는 목사가 여성 신도들을 그루밍 성폭력한 사실과 귀신들이 죽은 조카 ‘태영’과 연관됨을 알게 되고 이들을 성불시키고자 한다. ‘순이’는 염력으로 노숙자 ‘신용’(김신용)에게 빙의 한 ‘태영’을 찾아내고 그의 앞을 막아서지만, ‘태영’은 도망가려 한다. ‘나영’의 몸을 통해 사랑하던 ‘승애’와 엄마 ‘성심’의 혼령을 만나게 된 ‘태영’은 ‘순이’와 함께 퇴마를 시작하고 노숙자 ‘신용’은 신이라고 믿고 있는 ‘태영’의 혼령을 지키기 위해 물속으로 뛰어드는데..

## 출연
- 김신용 : 신용 역
- 김미영 : 순이 역
- 이은지 : 나영 역
- 최원 : 창환 역
- 고동형 : 형사
- 이재훈 : 타로남
- 민수진 : 타로손님1
- 최민영 : 타로손님2
- 공민호 : 태영

## 수상
- 2021년 부탄 드러크 국제영화제 극영화 부문 우수 작품상
- 2021년 부탄 드러크 국제영화제 최우수 여우주연상 이은지
- 2021년 부탄 드러크 국제영화제최우수 남우조연상 최원
- 2021년 부탄 드러크 국제영화제우수 여우조연상 김미영
- 2021년 부탄 드러크 국제영화제우수 남우주연상 김신용
- 2021년 싱가포르 테카 국제영화제 베스트 국제영화 부문 심사위원상
- 2021년 싱가포르 테카 국제영화제남우주연상 김신용
- 2021년 싱가포르 테카 국제영화제여우주연상 김미영
- 2021년 싱가포르 테카 국제영화제남우조연 부문 심사위원상 최원
- 2021년 싱가포르 테카 국제영화제여우조연 부문 심사위원상 이은지
- 2021년 스웨덴 보덴 국제영화제 신인장편영화상
- 2022년 파리 애로우 국제영화제 베스트 프로듀서상 홍승진
- 2022년 파리 애로우 국제영화제 베스트 작곡가상 Honorable Mention 박소연
- 2022년 시카고 블루위스키독립영화제 베스트 오리지널 스코어상 박소연
- 2022년 제 5회 스위스국제영화제 최우수 외국영화상